# Dub svatého Kryštofa
Dub svatého Kryštofa je památný strom dub letní (Quercus robur) v Prunéřově, části města Kadaně v okrese Chomutov v Ústeckém kraji.
Roste v Mostecké pánvi v nadmořské výšce 345 m poblíž uzavřené elektrárny Prunéřov I. při železniční trati z Ústí nad Labem do Chomutova.

## Základní údaje
Obvod kmene měří 361 cm, koruna stromu dosahuje do výšky 22 metrů (měření 2009). V roce 2009 bylo stáří stromu odhadováno na 150 let.
Dub je chráněn od roku 2001 jako ochrana genofondu, krajinná dominanta, strom významný stářím a vzrůstem.

## Stromy v okolí
- Skupina třmeňáckých dubů
- Dub u Pavlova
- Prunéřovská lípa
- Mikulovická lípa